# Juan Ballestero
Pour les articles homonymes, voir Jean de la Mère de Dieu (homonymie).
Juan Ballestero (ca 1550-1606) est un carme déchaux espagnol, fondateur au Mexique des premières Missions de son Ordre, sous le nom de Jean de la Mère de Dieu.

## Biographie
Juan Ballestero est né à Medina Sidonia, dans la province de Cadix (Espagne), aux environs de 1550. Entré en 1577 dans l'Ordre des Carmes déchaux au couvent d'Alcala de Henares, il y reçoit le nom de Jean de la Mère de Dieu. En 1583, il est désigné comme recteur du collège carmélitain d'Alcala. En 1585, il est nommé à la tête d'un groupe de douze religieux, envoyés au Mexique pour y implanter les premières communautés hors d'Europe. Il fondera sur place plusieurs couvents et deviendra le confesseur du vice-roi d'Espagne, avant de rentrer au pays, où il décède, à Catalayud, le 10 mai 1606.

## Postérité
En plus de trois volumes de sermons manuscrits, Juan a laissé une exégèse mystique du Cantique des cantiques en quatre livres. Restés manuscrits, trois de ceux-ci ont été perdus au XIXe siècle : le dernier est conservé au monastère Saint-Laurent de l'Escurial (Ms CH, III, 18).

### Œuvres
- Sermones.
- Exposición mística del Cantar de los cantares de Salomón.

### Biographies
- Francisco de Santa Maria, Reforma de los descalzos de Nuestra Señora del Carmen, tome II, Madrid, 1655, livre VII, chapitre 4.
- José de Santa Maria, Reforma de los descalzos de Nuestra Señora del Carmen, tome III, Madrid, 1683, livre X, chapitre 10.

### Etudes
- Matias dil Niño Jesús, « Jean de la Mère de Dieu », Dictionnaire de spiritualité ascétique et mystique, Paris, Beauchesne, t. VIII,‎ 1974, p. 627 (lire en ligne).